# Li Linfu
Li Linfu (chinês: 李林甫, pinyin: Lǐ Línfǔ) (falecido em 3 de janeiro de 753), apelido Genu (chinês: 哥奴), formalmente o Duque de Jin (chinês: 晉公), foi um historiador, músico e político chinês durante a dinastia Tang, servindo como chanceler por 18 anos (734–752), durante o reinado do Imperador Xuanzong — um dos períodos mais longos de serviço para um chanceler na história Tang, e o mais longo durante o reinado de Xuanzong.
Li era conhecido por sua bajulação ao Imperador e habilidade na cena política, o que o permitiu permanecer poderoso ao longo de sua extensa duração como chanceler. Sua traição em cortar todas as rotas para possíveis desafiantes políticos, incluindo acusação falsa contra outros funcionários e a concessão de comandos militares chave a comandantes não Han, foram culpadas pela deterioração do reinado do Imperador Xuanzong, o que culminou na Rebelião Anshi após a morte de Li Linfu. Xuanzong admitiu após o início da Rebelião de An Lushan (quando Li já havia falecido) que Li era muito habilidoso em remover rivais políticos e em ser ciumento de qualquer desafiante em potencial, um fator que resultou na administração Tang carecendo seriamente de funcionários competentes durante a era Tianbao.

## Início de vida
Não se sabe quando Li Linfu nasceu. Ele era bisneto de Li Shuliang (李叔良), o Príncipe de Changping, que era primo do fundador da dinastia Tang, Imperador Gaozu. O avô de Li Linfu, Li Xiaobin (李孝斌), tinha o título de Duque de Huayang e serviu como secretário geral de uma prefeitura. O pai de Li Linfu, Li Sihui (李思誨), serviu como oficial militar na Prefeitura de Yang (揚州, aproximadamente a moderna Yangzhou, Jiangsu). A mãe de Li Linfu era irmã do oficial Jiang Jiao (姜皎), um associado próximo do tataraneto do Imperador Gaozu, Imperador Xuanzong, que se destacou durante o reinado deste último, recebendo o título de Duque de Chu. Li Linfu estudou música e era favorecido por seu tio Jiang.

## Durante o reinado do Imperador Xuanzong

### Antes do chancelerato
Durante o reinado do Imperador Xuanzong, quando Yuan Qianyao serviu como chanceler, Li Linfu era membro da equipe do príncipe herdeiro de Xuanzong, Li Siqian. Yuan havia sido recomendado por Jiang Jiao no início de sua carreira e havia feito seu sobrinho-neto Yuan Guangcheng (元光乘) casar-se com a irmã de Jiang. Por causa dessas relações, o filho de Yuan, Yuan Jie (源絜), transmitiu um apelo de Li Linfu para ser feito Simen Langzhong (司門郎中), um oficial de baixo escalão no ministério da justiça. No entanto, Yuan Qianyao não via Li Linfu com bons olhos e comentou, usando o apelido de Li Linfu: "Pessoas que devem servir como Lang devem ter bom talento e virtudes. Genu não é um Lang." Vários dias depois, no entanto, ele promoveu Li Linfu entre os membros da equipe de Li Siqian. Mais tarde, Li Linfu serviu como Guozi Siye (國子司業), o vice-reitor da universidade imperial.
Em 726, o oficial Yuwen Rong tornou-se vice-chefe censor imperial (御史中丞, Yushi Zhongcheng). Yuwen era amigo de Li Linfu e, portanto, o recomendou para servir como colega; Li Linfu foi então nomeado também vice-chefe censor imperial, e mais tarde serviu sucessivamente como vice-ministro da justiça (刑部侍郎, Xingbu Shilang) e assuntos do serviço civil (吏部侍郎, Libu Shilang). Naquela época, a concubina favorita do Imperador Xuanzong, Consorte Wu, dominava o palácio, e seus filhos Li Mao (李瑁), o Príncipe de Shou, e Li Qi (李琦), o Príncipe de Sheng, eram os filhos favoritos do Imperador Xuanzong, desviando a atenção de Li Siqian (cujo nome havia sido mudado para Li Ying, naquele ponto).
Li Linfu era amigo de muitos importantes eunucos, e através deles informou Consorte Wu que estava disposto a apoiar Li Mao para tentar suplantar Li Ying. Enquanto isso, Li Linfu também estava tendo um caso com a esposa do chanceler Pei Guangting, que era filha de Wu Sansi, um sobrinho falecido da avó do Imperador Xuanzong, Wu Zetian, e parente de Consorte Wu. Depois que Pei morreu em 733, A Senhora Wu solicitou que o poderoso eunuco Gao Lishi, que havia servido a Wu Sansi em certo momento, recomendasse Li Linfu para substituir Pei. Gao não ousou fazer a recomendação, mas quando o Imperador Xuanzong estava prestes a nomear Han Xiu como chanceler, Gao vazou essa informação primeiro para a Senhora Wu, que então contou a Li Linfu.

### Como chanceler
Em 734, Li Linfu foi nomeado ministro dos ritos (禮部尚書, Libu Shangshu) e recebeu a designação Tong Zhongshu Menxia Sanpin (同中書門下三品), tornando-o um chanceler de facto, servindo ao lado de Pei Yaoqing e Zhang Jiuling. Em 736, ele, que ganhou ainda mais favor do Imperador Xuanzong bajulando o imperador, estava em sério conflito com o franco Zhang, sobre diversos assuntos:
- No outono de 736, quando o Imperador Xuanzong estava em Luoyang, ele havia decidido retornar a Chang'an em 7 de março de 737.[8] No entanto, naquela época, ocorreu um incidente em que havia aparições estranhas no Palácio de Luoyang, e o Imperador Xuanzong não queria ficar em Luoyang. Em ou logo antes de 9 de novembro de 736,[9] ele convocou os chanceleres para perguntar se poderia partir imediatamente para Chang'an. Pei e Zhang, apontando o fato de ser época de colheita e que o comboio imperial interferiria na colheita, solicitaram um adiamento de um mês. Após Pei e Zhang saírem, porém, Li Linfu permaneceu pessoalmente e declarou seu acordo com a partida, argumentando que os agricultores poderiam ser compensados por meio da redução de seus impostos. O Imperador Xuanzong ficou satisfeito e partiu imediatamente para Chang'an.

O Imperador Xuanzong estava, então, impressionado com Niu Xianke, o governador militar (节度使, jiedushi) do Circuito de Shuofang (朔方, sediado na moderna Yinchuan, Ningxia), queria torná-lo ministro da defesa. Zhang, que apontou que Niu não era bem instruído e havia começado como administrador de baixo escalão — contrariando a tradição Tang de passar pelos exames imperiais — se opôs, e depois se opôs ainda mais à criação de um título. Eventualmente, apesar da oposição de Zhang, o Imperador Xuanzong, com o consentimento de Li Linfu, criou Niu o Duque de Longxi.
Li Linfu estava tentando fazer com que o Imperador Xuanzong tornasse Li Mao príncipe herdeiro para substituir Li Ying do Imperador Xuanzong, que há muito havia perdido o favor do Imperador Xuanzong e que havia ofendido o Imperador Xuanzong e Consorte Wu por um incidente em que ele e seus irmãos Li Yao (李瑤) o Príncipe de E e Li Ju (李琚) o Príncipe de Guang reclamaram privadamente sobre como o Imperador Xuanzong havia perdido o favor por suas mães. Com Zhang se opondo veementemente a tal movimento, Li Ying permaneceu em sua posição.
O vice-ministro Xiao Jiong (蕭炅), recomendado por Li Linfu, foi rebaixado com a sugestão de Zhang e do amigo de Zhang, Yan Tingzhi (嚴挺之), que ainda ofendeu Li Linfu recusando-se a encontrá-lo. Pouco depois, houve um incidente em que Wang Yunyan (王元琰), marido da ex-esposa de Yan, foi acusado de corrupção. Yan tentou interceder em nome de Wang, e isso foi descoberto.
Assim, Li Linfu fez acusações ao Imperador Xuanzong de que Zhang e Pei estavam se envolvendo em faccionalismo. Por volta do ano novo de 737, o Imperador Xuanzong removeu Pei e Zhang de seus cargos de chanceler, tornando-os Chengxiang (丞相) — chefes do escritório executivo do governo (尚書省, Shangshu Sheng) em vez disso, cargos não considerados de chanceler. Niu foi feito chanceler para substituí-los, servindo com Li Linfu, que recebeu o cargo anteriormente ocupado por Zhang, Zhongshu Ling (中書令), o chefe do escritório legislativo (中書省, Zhongshu Sheng). Isso foi frequentemente visto pelos historiadores tradicionais como o ponto de virada do reinado do Imperador Xuanzong, que até aquele momento era considerado uma era dourada na história chinesa, em direção a um caminho de degeneração. O historiador da dinastia Song, Sima Guang, em seu Zizhi Tongjian, por exemplo, comentou:
Dos chanceleres que o Imperador nomeou após ascender ao trono, Yao Chong enfatizou a flexibilidade, Song Jing enfatizou o Estado de Direito, Zhang Jiazhen enfatizou as habilidades administrativas, Zhang Shuo enfatizou o talento literário, Li Yuanhong e Du Xian enfatizaram a frugalidade, e Han Xiu e Zhang Jiuling enfatizaram a honestidade. Todos eles tinham seus talentos diferentes. Depois que Zhang Jiuling foi rebaixado, no entanto, os oficiais estavam todos preocupados em manter seus cargos, e palavras honestas não tinham mais lugar no governo.
Dizia-se que, porque Niu foi recomendado por Li Linfu, ele seguia as direções de Li Linfu, enquanto Li Linfu desencorajava a dissidência dentro do governo — dizendo aos funcionários juniores que eles, como cavalos imperiais que não obedeceriam às direções, eram facilmente substituíveis. Quando o oficial Du Jin (杜璡) ainda assim apresentou uma proposta, Du foi imediatamente enviado para fora da capital — ostensivamente para uma promoção, mas considerado rebaixado devido ao seu novo cargo estar distante. Dizia-se ainda que Li Linfu controlava suas emoções e era difícil de discernir; ele frequentemente usava palavras doces para agradar os outros e depois os atacava quando não estavam preparados. Ele cativava aqueles que estavam próximos ao imperador, enquanto encontrava maneiras de eliminar potenciais concorrentes pelo poder. O provérbio chinês "ter mel na boca e uma espada na barriga" (口蜜腹劍, kou mi fu jian), tornou-se idiomático quando usado para descrevê-lo.
Em 737, após o censor imperial Zhou Ziliang (周子諒) enfurecer o Imperador Xuanzong ao apresentar uma acusação contra Niu e ser açoitado e depois exilado, Li Linfu aproveitou a oportunidade para apontar que Zhang havia recomendado Zhou. Como resultado, Zhang foi rebaixado da capital para servir como secretário-geral de uma prefeitura.
Também em 737, a Consorte Wu decidiu tentar enganar Li Ying, Li Yao e Li Ju. Ela enviou uma mensagem aos três príncipes, dizendo: "Há bandidos no palácio. Por favor, relatem imediatamente em armadura!" Os três príncipes chegaram em armaduras completas, e ela posteriormente disse ao Imperador Xuanzong: "Os três príncipes estão planejando traição. Veja, eles vieram em armadura completa." O Imperador Xuanzong mandou seus eunucos verificar a situação, e os três príncipes foram vistos em armadura completa. Yang Hui subsequentemente acusou Li Ying, Li Yao e Li Ju de traição.
Quando o Imperador Xuanzong discutiu isso com os chanceleres, Li Linfu afirmou: "Este é um assunto familiar de Vossa Majestade Imperial. Não iremos interferir." Os três príncipes logo foram reduzidos à posição de plebeus e forçados a cometer suicídio. Enquanto isso, o vice-presidente do tribunal supremo, Xu Jiao (徐嶠), apresentou um relatório bajulador ao Imperador Xuanzong, destacando que houve apenas 58 sentenças de morte proferidas durante o ano e que o número reduzido de sentenças mostrava que o reinado do Imperador Xuanzong era tão pacífico que elas não eram necessárias. O Imperador Xuanzong, por sua vez, creditou aos chanceleres e tornou Li Linfu o Duque de Jin e Niu o Duque de Bin. Foi também por volta dessa época que uma revisão das leis, liderada por Li Linfu, Niu e os funcionários responsáveis pelo sistema judiciário, foi concluída.
Em 738, Li Linfu foi nomeado vice-governador militar do Circuito de Longyou (隴右, sediado em Haidong Prefecture, Qinghai), mas não se reportou a Longyou e permaneceu na capital como chanceler. Logo depois, ele também foi nomeado governador militar do Circuito de Hexi (河西, sediado em Wuwei, Gansu). Enquanto isso, ele instigava repetidamente o Imperador Xuanzong a tornar Li Mao príncipe herdeiro, mas o Imperador Xuanzong hesitava — com a Consorte Wu tendo falecido em 737. Em vez disso, sob a instigação de Gao, o Imperador Xuanzong tornou um filho mais velho, Li Yu o Príncipe de Zhong, príncipe herdeiro.
Em 739, Li Linfu recebeu o título adicional de ministro dos assuntos civis (吏部尚書, Libu Shangshu, nota-se diferente do ministro dos ritos) e foi encarregado de selecionar funcionários civis, enquanto Niu recebeu o título adicional de ministro da defesa e ficou encarregado de selecionar oficiais militares. Enquanto isso, quando o eunuco Niu Xiantong (牛仙童, não relacionado a Niu Xianke) foi descoberto aceitando subornos, Li Linfu aproveitou essa oportunidade para acusar Xiao Song, agora aposentado, mas ainda influente, de subornar Niu Xiantong, e Xiao foi rebaixado fora da capital.
Enquanto isso, Li Linfu estava constantemente subornando os eunucos e as damas de companhia para vigiar as emoções e os atos do Imperador Xuanzong, permitindo-lhe realizar ações que o ajudariam a permanecer no poder. Por exemplo, quando o Imperador Xuanzong ficou impressionado com o oficial Lu Xuan (盧絢) em uma ocasião e parecia pronto para promovê-lo, Li Linfu, vendo Lu como uma ameaça potencial, convocou os membros mais jovens do clã de Lu e informou-os de que o Imperador Xuanzong estava prestes a fazer de Lu o comandante da distante Prefeitura de Jiao (交州, aproximadamente moderna Hanoi, Vietnã) ou da Prefeitura de Guang (廣州, aproximadamente moderna Guangzhou, Guangdong) — tecnicamente uma promoção, mas considerada naquele momento como posições de exílio — fazendo com que Lu, com medo, apresentasse uma renúncia, pedindo para ser membro da equipe de Li Yu (cujo nome foi alterado para Li Heng naquele ponto).
Lu Xuan acabou sendo tornando membro da equipe de Li Heng, fora da disputa pelo chanceler. Enquanto isso, quando o Imperador Xuanzong parecia pronto para convocar Yan Tingzhi, talvez para torná-lo chanceler, Li Linfu enganou o irmão de Yan, Yan Sunzhi (嚴損之), fazendo-o acreditar que a melhor maneira de Yan Tingzhi ser convocado era afirmar que Yan Tingzhi estava doente. Li Linfu então conseguiu fazer com que o Imperador Xuanzong tornasse Yan Tingzhi membro da equipe de Li Heng também, juntamente com Qi Huan (齊澣), outro oficial sênior influente que Li Linfu via como uma ameaça.
Enquanto isso, com Li Linfu atuando como chanceler, ele confiou o processo de seleção oficial aos ministros adjuntos dos assuntos civis Song Yao (宋遙) e Miao Jinqing. Em 743, um escândalo envolvendo o processo de exame imperial se desenvolveu, com Song e Miao querendo agradar o oficial Zhang Yi (張倚), que então era favorecido pelo Imperador Xuanzong, permitindo que o filho de Zhang Yi, Zhang Shi (張奭), passasse nos exames imperiais. Quando os resultados foram anunciados, eles foram amplamente considerados injustos. O governador militar An Lushan relatou isso ao Imperador Xuanzong, e o próprio imperador retestou pessoalmente as 64 pessoas que passaram no exame. Zhang Shi foi incapaz de escrever qualquer coisa em resposta à pergunta do Imperador Xuanzong. Como resultado, Song, Miao e Zhang Yi foram todos rebaixados, mas Li Linfu não sofreu nenhuma consequência.
Neste ponto, Li Linfu era tão poderoso que os funcionários precisavam de suas recomendações para promoção, e aqueles que eram nomeados sem essas recomendações logo cairiam vítimas de suas falsas acusações. Por exemplo, em 743, quando o oficial Yang Shenjin (楊慎矜) estava prestes a ser promovido a vice-censor-chefe imperial, ele não ousava aceitar a posição porque Li Linfu não o recomendava, aceitando o cargo apenas em 744 quando recebeu uma recomendação de Li Linfu. Além disso, Li Linfu, vendo o oficial Pei Kuan (裴寬) como uma ameaça potencial ao cargo de chanceler também, induziu o general Pei Dunfu (裴敦復) a acusar Pei Kuan de nepotismo, e Pei Kuan foi rebaixado. (No entanto, Li Linfu também via Pei Dunfu como uma ameaça, e logo o enviou para fora da capital.) Enquanto isso, o Imperador Xuanzong, que confiava muito em Li Linfu nesse ponto, considerava formalmente permitir que Li Linfu assumisse todas as questões de Estado. Gao se opôs a isso, apontando que ninguém seria capaz de controlar o chanceler. O Imperador Xuanzong ficou descontente com a resposta de Gao, mas não concedeu formalmente a Li Linfu tais autoridades.
Até 745, Li Linfu estava usando juízes, sendo os principais Ji Wen (吉溫) e Luo Xishi (羅希奭), conhecidos por usar tortura para extrair confissões, para acusar seus inimigos políticos de crimes. Por exemplo, em 745, querendo atacar o chanceler Li Shizhi, que também era ministro da defesa na época, e o oficial Zhang Ji (張垍), que era vice-ministro da defesa e genro do Imperador Xuanzong, ele fez cerca de 60 oficiais sob eles acusados de corrupção. Sob tortura de Ji Wen, esses oficiais admitiram corrupção, embora o Imperador Xuanzong não tomasse nenhuma ação contra Li Shizhi ou Zhang Ji neste momento.
Enquanto isso, Li Shizhi e outro oficial com aspirações ao chancelerado — Wei Jian (韋堅), que era cunhado de Li Heng, irmão de Li Heng, bem como tio de Li Linfu, filho de Jiang Jiao, e que inicialmente ganhou o favor de Li Linfu — estavam se associando, e Li Linfu via ambos como ameaças. Ele ostensivamente promoveu Wei, mas o removeu de uma série de posições relacionadas às finanças que ele havia ocupado e nas quais havia ganhado o favor do Imperador Xuanzong, aumentando a renda do tesouro imperial.
Em 746, ele então enganou Li Shizhi a fazer uma sugestão ao Imperador Xuanzong de abrir minas de ouro no Monte Hua — e depois informou ao próprio Imperador Xuanzong que, baseado em princípios taoístas, ele acreditava que uma mina no Monte Hua prejudicaria a saúde do Imperador Xuanzong, trazendo assim o desagrado imperial sobre Li Shizhi. Em seguida, ele acusou Wei e um general próximo a Li Heng, Huangfu Weiming (皇甫惟明), de associação inadequada e insinuou que estavam se insinuando a Li Heng.
Li Linfu estava apreensivo com a elevação de Li Heng contra sua recomendação de Li Mao, e portanto, tentou minar Li Heng fazendo essa acusação também. Wei e Huangfu foram assim rebaixados a governadores de comandos. Li Shizhi, com medo, ofereceu-se para renunciar ao seu chancelerado. O Imperador Xuanzong tornou Li Shizhi um conselheiro de Li Heng e o removeu de seu cargo de chanceler. Li Linfu, acreditando que o oficial Chen Xilie, que se tornou favorito do Imperador Xuanzong por causa do envolvimento de Chen em assuntos sobrenaturais, seria fácil de controlar, e portanto recomendou Chen para suceder Li Shizhi. Depois que Chen se tornou chanceler, no entanto, efetivamente, todas as questões ainda eram decididas por Li Linfu, deixando Chen sem autoridades reais.
No final de 746, quando os irmãos de Wei Jian, Wei Lan (韋蘭) e Wei Zhi (韋芝), apresentaram uma petição para tentar defender o irmão, a petição acabou sendo desastrosa, pois a citação do que Li Heng havia falado fez com que o Imperador Xuanzong acreditasse que eles eram leais a Li Heng e não a ele. Li Heng, com medo, se divorciou da Princesa Herdeira Wei, e subsequentemente, Wei Jian e seus irmãos foram exilados, e Li Linfu aproveitou esta oportunidade para várias outras autoridades associadas aos Weis — Li Shizhi, Wei Bin (韋斌), Li Xuan (李琄) o Príncipe de Xue (sobrinho tanto do Imperador Xuanzong quanto de Wei Jian), Pei Kuan e Li Qiwu (李齊物) — todos rebaixados para postos remotos.
Quando, pouco depois, Du Youlin (杜有隣), pai da concubina de Li Heng, Consorte Du, e seu genro Liu Ji (柳勣) foram acusados de criticar o Imperador Xuanzong, Li Linfu aproveitou a oportunidade para Ji Wen estender o alvo, eventualmente convencendo o Imperador Xuanzong de que Li Yong (李邕), Pei Dunfu, Huangfu e os irmãos Wei estavam todos envolvidos no complô e os mandou matar em seus postos ou no exílio. Vários outros, incluindo Li Shizhi e Wang Ju (王琚), foram aterrorizados a ponto de cometer suicídio. No entanto, Li Heng evitou consequências, pois o Imperador Xuanzong o considerava filialmente piedoso. Após a morte de Wei Jian, Li Linfu ainda estava furioso com Wei Jian e fez com que os juízes continuassem a perseguir pessoas acusadas de serem associadas de Wei Jian e torturá-las, até a morte posterior de Li Linfu em 752.
Enquanto isso, em 747, o Imperador Xuanzong queria expandir o pool de talentos do governo e emitiu um édito ordenando que as pessoas com talentos incomuns viessem a Chang'an para serem examinadas por ele mesmo. Li Linfu, temendo que esses examinandos pudessem acusá-lo de impropriedades quando se encontrassem com o imperador, sugeriu que esses examinandos passassem por dois níveis de exames preliminares — pelos governos locais e depois pelo escritório executivo. Como resultado, ninguém passou nos dois primeiros níveis de exames preliminares, e Li Linfu posteriormente enviou uma nota ao Imperador Xuanzong parabenizando-o por nenhum talento ter sido negligenciado pela administração imperial.
Enquanto isso, Li Linfu também estava apreensivo com a ascensão contínua de Wang Zhongsi, o governador militar de Hexi, Longyou, Hedong (河東, com sede em Taiyuan, Shanxi) e Shuofang (朔方, com sede em Yinchuan, Ningxia)) Circuitos, que havia se tornado cada vez mais poderoso e poderia ser promovido a chanceler. Quando Wang subsequentemente interferiu na campanha que o general Dong Yanguang (董延光) fez contra o Tufan mais tarde em 747, Li aproveitou a oportunidade para acusar Wang de conspirar para derrubar o Imperador Xuanzong e substituí-lo por Li Heng — com quem Wang foi criado juntos no palácio, já que o pai de Wang, Wang Haibin (王海賓), havia sido morto em batalha enquanto servia no exército, e o Imperador Xuanzong, com pena do jovem, o criou no palácio. A pedido do general subordinado de Wang, Geshu Han, de quem o Imperador Xuanzong ficou impressionado, Wang escapou da morte, mas foi removido de seu posto.
Entretanto, até 752, Wang Hong estava ganhando autoridade rivalizando com a de Li Linfu, mas como Wang estava cultivando cuidadosamente seu relacionamento com Li Linfu e era humilde diante dele, Li Linfu não agiu contra ele. No entanto, o irmão de Wang Hong, Wang Han (王銲), que acreditava que estava destinado a ser imperador, planejou um golpe com seu associado Xing Zai (邢縡). Quando Xing subsequentemente se rebelou, a rebelião foi suprimida por Gao, Wang Hong e Yang Zhao (cujo nome foi alterado para Yang Guozhong até então).
Li Linfu posteriormente tentou defender Wang Hong perante o Imperador Xuanzong, e o Imperador Xuanzong inicialmente não tomou nenhuma medida contra Wang Hong ou Wang Han, mas estava esperando que Wang Hong apresentasse uma petição solicitando punição. Quando isso não aconteceu, Chen Xilie, que também estava começando a ser antagonista de Li Linfu, e Yang acusaram Wang Hong de ser cúmplice. Wang Hong foi forçado a cometer suicídio, e Wang Han foi condenado à morte por espancamento, causando terror no coração de Li Linfu. Ele, assim, mantendo sua chancelaria, renunciou ao seu governo militar de Shuofang e transferiu o comando para An Sishun. No entanto, isso não conseguiu deter as acusações de Yang, Chen e Geshu de que Li Linfu estava associado não apenas a Wang Hong e Wang Han, mas também ao general de etnia Tujue Li Xianzhong (李獻忠), que também se rebelou em 752.
Enquanto isso, com o Nanzhao atacando repetidamente o Circuito de Jiannan (劍南, com sede na moderna Chengdu, Sichuan), Li Linfu tentou neutralizar a ameaça de Yang solicitando que Yang, que também era governador militar de Jiannan, fosse enviado para lá para defender contra os ataques de Nanzhao. Apesar dos apelos repetidos de Yang, o Imperador Xuanzong o enviou em sua missão, mas prometeu chamá-lo em breve para ser chanceler. Entretanto, Li Linfu estava gravemente doente naquele momento, e quando um feiticeiro indicou que se o imperador o olhasse, ele seria curado, o Imperador Xuanzong considerou visitá-lo. No entanto, em oposição aos assistentes imperiais, o Imperador Xuanzong não o fez, mas mandou que Li Linfu fosse levado para o pátio de sua mansão e então subiu em uma torre para olhar em direção a Li Linfu. Isso não teve efeito benéfico na doença de Li Linfu, no entanto. Enquanto isso, assim que Yang chegou a Jiannan, o Imperador Xuanzong o chamou de volta. Quando Yang, depois de retornar à capital, foi visitar Li Linfu, este tentou se aproximar dele e confiou sua família a Yang. Li Linfu morreu por volta do ano novo de 753.

### Após a morte
Após a morte de Li Linfu, o Imperador Xuanzong inicialmente concedeu-lhe uma série de honras póstumas, incluindo a ordenação de um grande funeral com guardas imperiais atuando como guardas de honra e o uso de itens funerários reais. No entanto, na primavera de 753, Yang Guozhong induziu An Lushan a acusar Li Linfu de ter sido cúmplice na rebelião de Li Xianzhong, e então teve o genro de Li Linfu, Yang Qixuan (楊齊宣), corroborando isso. Antes que o funeral de Li Linfu pudesse ser realizado, o Imperador Xuanzong emitiu um édito retirando todas as suas honras e exilando seus descendentes.
O caixão de Li Linfu foi aberto, e três das honras funerárias — a pérola em sua boca, a túnica púrpura de chancelaria e o peixe dourado para mostrar o posto — foram retiradas, e ele foi enterrado com uma cerimônia adequada apenas para um mero plebeu, em um caixão pequeno. Dizia-se que enquanto as pessoas odiavam Li Linfu por seu reinado corrupto e rigoroso, elas ainda lamentavam como ele foi falsamente acusado após sua morte. Depois que Li Heng mais tarde se tornou imperador (como Imperador Suzong), ele considerou infligir mais humilhação ao corpo de Li Linfu — exumando-o e queimando-o e espalhando as cinzas. Por sugestão do conselheiro imperial Li Bi, no entanto, ele não o fez.